# Salomé von Berg
Salomé de Berg (en polonais : Salomea z Bergu), née vers 1101 et décédée le 27 juillet 1144 à Łęczyca, est duchesse de Pologne de 1115 à 1138 par son mariage avec Boleslas III Bouche-Torse. 

## Biographie
Salomé est la fille du comte Henri I de Berg (aujourd'hui un quartier d'Ehingen sur le Danube) et de son épouse Adélaïde de Mochental, fille du comte Diepold II de Vohburg. À cette époque, les comtes de Berg (à ne pas confondre avec le comté de Berg en Rhénanie), promoteurs de l'abbaye de Zwiefalten, comptaient parmi les plus renommées nobles familles en Souabe. Salomé  peut être apparentée avec Judith de Franconie († 1092/96), fille de l'empereur Henri III et l'épouse du roi Salomon de Hongrie, puis du duc polonais Ladislas Ier Herman. Elle est la sœur de Richenza de Berg qui épouse le duc Vladislav Ier de Bohême avant 1111 ; sa seconde sœur Sophie épouse en 1114 un autre Přemyslide en la personne d'Othon II le Noir, duc d'Olomouc et de Brno en Moravie, en 1114. 
Vers l’an 1115 (selon d'autres sources : vers 1113), par l’intermédiaire de l’évêque Othon de Bamberg, Salomé est faite duchesse de Pologne en devenant la seconde épouse de Boleslas III Bouche-Torse, après le décès de sa première femme, Zbysława de Kiev. Peu de temps auparavant, Boleslas III avait réussi à mettre un terme au litige frontalier avec le duc Vladislav Ier de Bohême et s'attelle maintenant à marier sa belle-sœur.
Vers 1125, sous la pression exercée par Salomé, le palatin de Silésie, Piotr Włostowic, est relevé de ses fonctions.
Boleslas III Bouche-Torse meurt le 28 octobre 1138. Son testament, rédigé quelques années auparavant et inspiré des coutumes de la Rus' de Kiev, marque le début du démembrement territorial de la Pologne. Il partage son État en donnant des duchés à certains de ses fils. Ladislas II, issu du premier mariage, reçoit le duché de Silésie. En tant qu’aîné, il devient le princeps (ou senior) et à ce titre, gouverne également sur la province seniorale en Petite-Pologne avec Cracovie comme capitale ainsi que sur les domaines de la Grande-Pologne orientale autour de Gniezno et Kalisz ; il reçoit également la suprématie sur la Poméranie orientale (Pomérélie), conquise par son père entre 1113 et 1116.

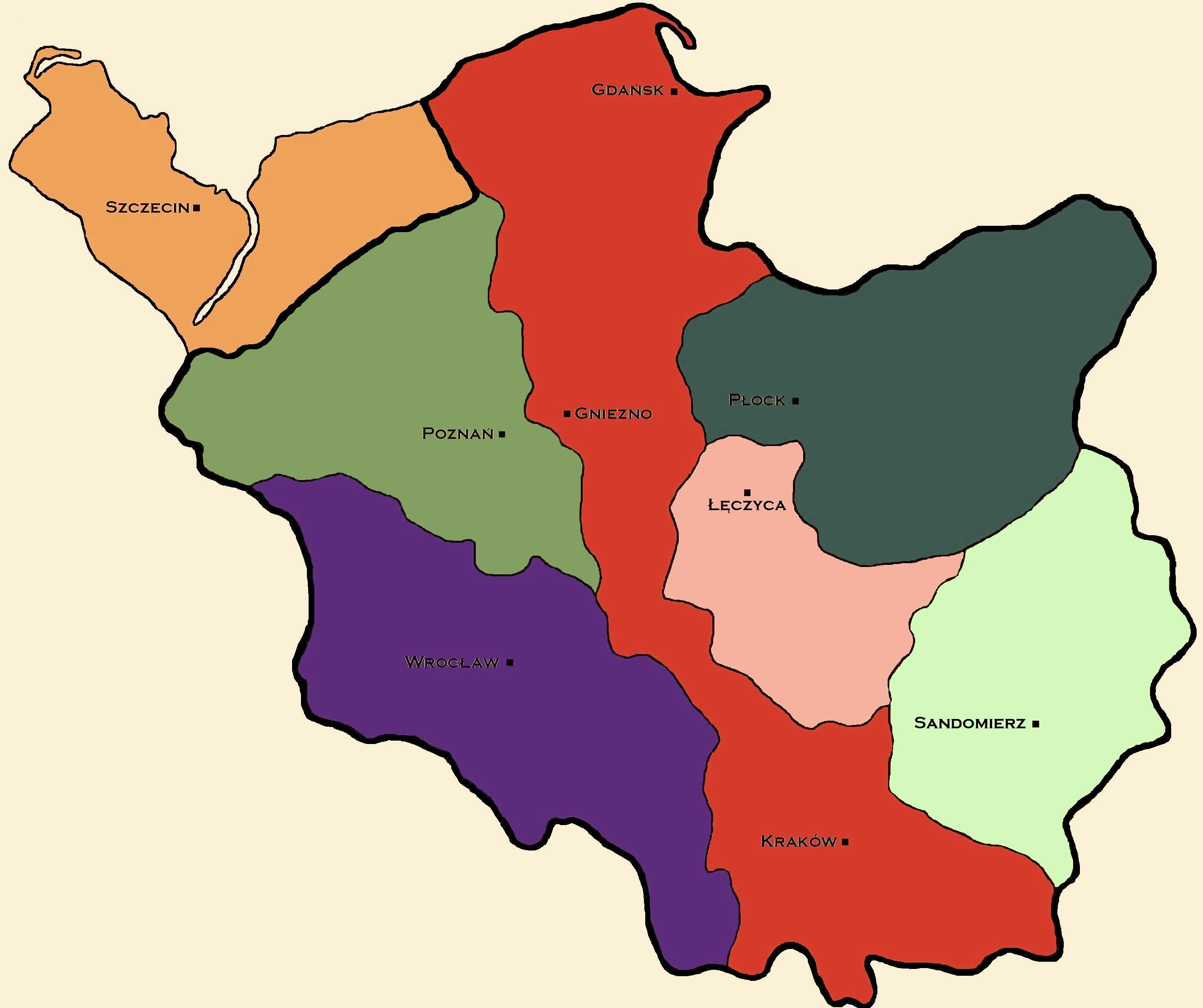
Le démembrement territorial de la Pologne, 1138.

La réglementation s'est avérée peu optimale : pour Salomé, ses enfants sont lésés par ce testament. Boleslas IV le Frisé reçoit le duché de Mazovie et la Cujavie, et Mieszko III le Vieux reçoit ce qui reste du duché de Grande-Pologne. Par contre, les fils cadets Henri et Casimir II le Juste se retrouvent à la charge de leur mère qui n’a reçu que le petit pays de Łęczyca, territoire qui doit retourner dans les biens de Ladislas à la mort de Salomé. Henri ne pourra hériter du duché de Sandomierz qu’à sa majorité. Casimir II, qui n’était pas né lors de la rédaction du testament, ne reçoit rien.
Salomé cherche à défendre ses intérêts et ceux de ses enfants contre Ladislas II le Banni qui envisage de rétablir l’union de la Pologne sous sa tutelle. L’archevêque de Gniezno et de nombreux magnats, qui estiment qu’une trop grande centralisation du pouvoir va à l’encontre de leurs intérêts et de leur influence, se rallient à Salomé pour contrer un Ladislas de plus en plus puissant. En 1141, Salomé, ses fils et de nombreux grands magnats se réunissent à Łęczyca et mettent en place une stratégie pour contrer les ambitions de Ladislas. Salomé prévoit notamment de se trouver un puissant allié en mariant sa fille de trois ans, Agnieszka, au fils de Vsevolod II Olegovitch, le grand prince de Kiev. En 1142, Ladislas II devance la manœuvre de Salomé en mariant son fils Boleslas Ier le Long à Zwienisława, la fille du grand-prince Vsevolod II de Kiev. La même année, il lance une offensive contre ses frères et s’empare de plusieurs villes.
Dans ses années plus tardives, Salomé a favorisé la fondation des monastères cisterciens, dont à Łekno (Wągrowiec), une filiale de l’abbaye d'Altenberg. Elle décède à Łęczyca le 27 juillet 1144 et est inhumée à la cathédrale de Płock, à côté de son mari.
En 1145, sur la Pilica, ses fils et les magnats obtiennent une première victoire sur Ladislas soutenu par la Rus' de Kiev. Ladislas doit reconnaître leur suzeraineté et leur rendre une partie du fief de Salomé qui vient de décéder. En 1146, finalement, Ladislas II est chassé de Pologne par les fils de Salomé.

## Mariage et descendance
De son mariage (1115) avec Boleslas, Salomé a 13 enfants :
- Leszek (1115 - avant 1138) ;
- Richezza (19 avril 1116-23 juin 1185) ;
- ?, fille (née avant 1119) ;
- Kazimierz (16 août 1122 - 19 octobre 1131) ;
- Gertruda (v.1123/1124 - 7 mai 1160) ;
- Boleslas IV le Frisé (1125 - 3 avril 1173) ;
- Mieszko III le Vieux (1126 - 13 mars 1202) ;
- Henri de Sandomierz (1127 - 18 octobre 1166) ;
- Dobroniega (en) (1128 - après 1147), épouse du margrave Thierry II de Lusace ;
- Judith (en) (née en 1132), épouse du margrave Othon Ier de Brandebourg, fils aîné d'Albert l'Ours ;
- Zofia (morte le 10 octobre 1136) ;
- Agnès (en) (1137 - après 1182) épouse de Mstislav II de Kiev ;
- Casimir II le Juste (1138-5 mai 1194).